# Dasyhelea nigripygma
Dasyhelea nigripygma är en tvåvingeart som beskrevs av Tokunaga 1959. Dasyhelea nigripygma ingår i släktet Dasyhelea och familjen svidknott. Inga underarter finns listade i Catalogue of Life.